# Akademie für Globale Gesundheit und Entwicklung
Die Akademie für Globale Gesundheit und Entwicklung (AGGE) dient der Vorbereitung auf den Einsatz in der Gesundheitsarbeit vor allem in wirtschaftlich armen Ländern. Es handelt sich um einen Zusammenschluss der Fortbildungen des Deutschen Instituts für Ärztliche Mission in Tübingen (Difäm), des Institut für Public Health  der Universität Heidelberg und des Missionsärztlichen Instituts in Würzburg. 

## Hintergrund
Wer in der Entwicklungszusammenarbeit tätig ist, wird in der praktischen Arbeit häufig mit neuen Themen und Herausforderungen konfrontiert. Das trifft in besonderer Weise für Mitarbeitende im Gesundheitsbereich zu. Wissen und Kompetenzen in der Tropenmedizin, im Bereich Public Health und in der Katastrophenhilfe sind Grundvoraussetzungen für die medizinische Arbeit in wirtschaftlich armen Ländern. Diese Themen werden während des Medizinstudiums und in Ausbildungen im medizinischen Bereich nur unzureichend behandelt. Themen wie Projektplanung, Monitoring und Evaluation kommen nicht vor. 
Die Akademie für Globale Gesundheit und Entwicklung (AGGE) will Fachpersonen im Gesundheitsbereich sich befähigen, sich in Gesundheitsprojekten vor allem in wirtschaftlich armen Ländern einzubringen. 

## Fortbildungsthemen
- Fachkenntnisse im Bereich Tropenmedizin und Public Health
- Angepasste Technologien und Laboranwendungen
- Gesundheitsarbeit in wirtschaftlich armen Ländern
- Basisgesundheitsprogramme und Mutter-Kind-Gesundheit
- Krankheitskontrollprogramme  wie  HIV und Aids, Tuberkulose  oder Malaria

## Zielgruppe und Fortbildungsorte
Das jährliche Kursprogramm der Akademie richtet sich vorrangig an Fachkräfte des Gesundheits- und Sozialwesens sowie Fachkräfte der Entwicklungszusammenarbeit. Die Kursteilnehmer kommen aus Deutschland, der Schweiz und Österreich an, Kurse werden in Heidelberg, Würzburg oder Tübingen abgehalten. Zudem besteht die Möglichkeit, Kurse an beliebigen Orten weltweit durchzuführen.

## Unterrichtssprachen
Für das Kursprogramm der Standorte Würzburg und Tübingen ist die Unterrichtssprache meist Deutsch. In Heidelberg finden die Seminare in der Regel auf Englisch statt. Bei  Inhouse-Seminaren und Kursen im Ausland kann die geeignetere Sprache frei gewählt werden.

## Konsortiums-Mitglieder
- Institut für Public Health der Universität Heidelberg
- Missionsärztliches Institut in Würzburg
- Deutsches Institut für Ärztliche Mission (Difäm), Tübingen

## Förderung
Die Akademie wird von Brot für die Welt – Evangelischer Entwicklungsdienst und der Arbeitsgemeinschaft für Entwicklungshilfe e.V. (AGEH) finanziell gefördert.